# Geranium harveyi
Geranium harveyi là một loài thực vật có hoa trong họ Mỏ hạc. Loài này được Briq. mô tả khoa học đầu tiên năm 1908.